# Лудза
Лудза (лет. Ludza, рус. Люцин, блр. Люцын) је један од значајних градова у Летонији. Лудза је седиште истоимене општине Лудза.

## Географија
Лудза је смештена у источном делу Летоније, у историјској покрајини Латгалији. Граница са Русијом налази се 20 километара источно. Од главног града Риге град је удаљен 270 километара источно.
Град Лудза развио се у равничарском подручју, на приближно 150 метара надморске висине. Градско језгро се образовало око омањег брега, који је смштен између два мања језера ледничког порекла.

## Историја
Први помен Лудзе везује се за годину 1177. Град је добио градска права 1777. године.

## Становништво
Лудза данас има близу 10.000 становника, а последњих година број становника опада.
Матични Летонци чине већину градског становништва Лудзе (60%), а значајну мањину чине махом Руси (40%).

## Партнерски градови
- Брест
- Aue
- Глибокаје
- Maków
- Łódź Voivodeship
- Molėtai
- Невељ
- Наваполацк
- Полоцк
- Рокишкис
- Себеж
- Свиштов
- Заславје

## Галерија
- Руска правослвна црква у Лудзи
- Римокатоличка црква
- Остаци древне тврђаве изнад града
- Једна од градских школа